# Loricifera
Los loricíferos (Loricifera, griego, "que llevan cota") es un filo de animales marinos que comprende solo 28 especies. Fueron descubiertos en  1983 por Reinhardt Kristensen. Estos animales poseen cabeza, boca, tracto digestivo y ano, así como un esqueleto externo en forma de armadura denominado loriga. Carecen de sistema endocrino y circulatorio. La cavidad corporal es un pseudoceloma. Son dioicos y probablemente ovíparos. Anteriormente se pensaba que no existía registro fósil, pero el descubrimiento de Eolorica deadwoodensis en 2017 confirmó que existen desde el Cámbrico.
Genéticamente estarían próximos a Kinorhyncha y Priapulida con los que constituirían el clado de los Scalidophora.

## Anatomía y fisiología

### Organismos anaerobios

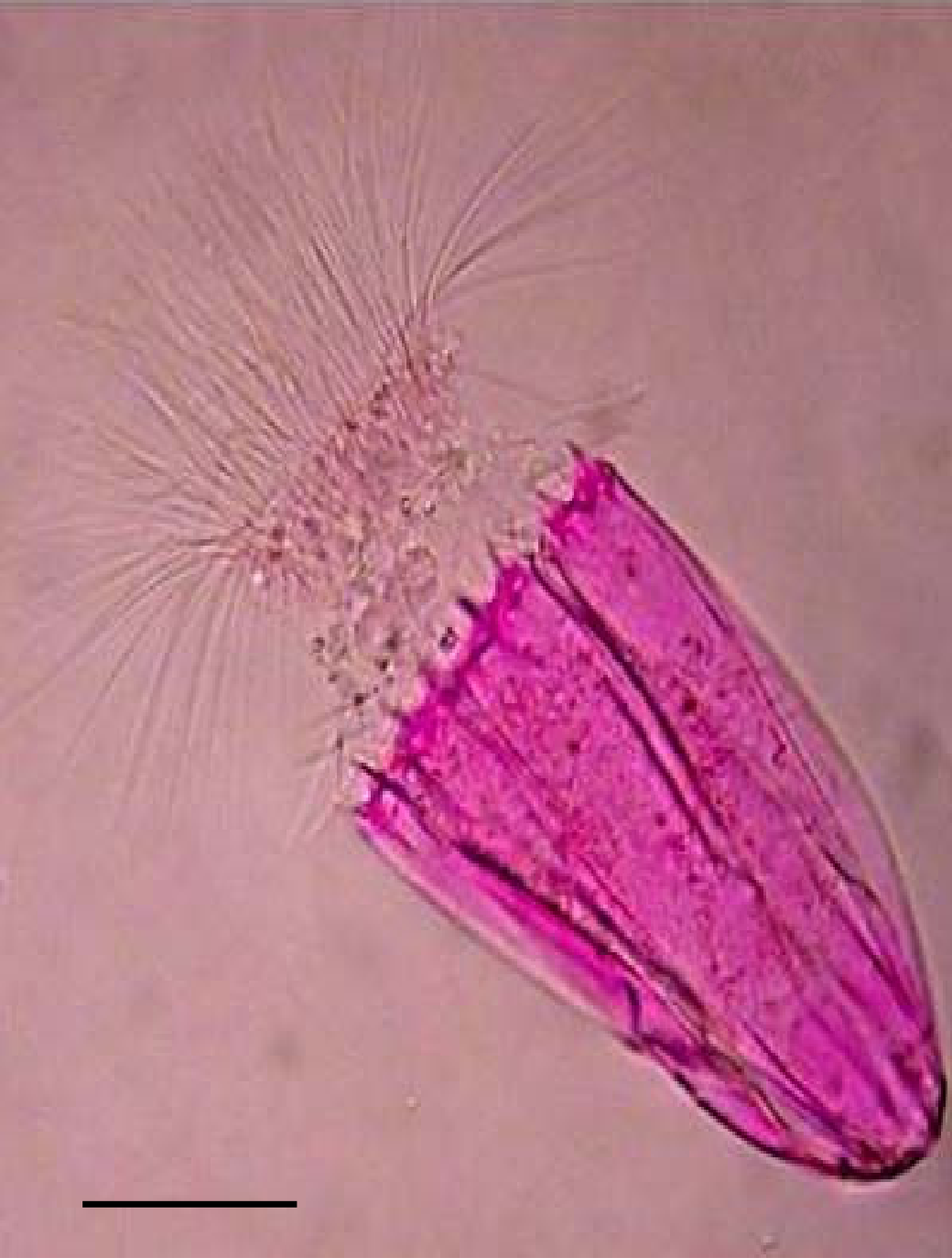
Imagen microscópica de Spinoloricus teñida con Rosa de Bengala. La barra mide 50 μm.

Recientemente se han encontrado en el mar mediterráneo, a más de 3000 metros de profundidad, tres nuevas especies (Spinoloricus cinzia, Rugiloricus y Pliciloricus) que viven en un ambiente de anaerobiosis. Se trata de los primeros casos de metazoos que pueden vivir permanentemente sin oxígeno; se ha visto que no tienen mitocondrias, sino otro tipo de orgánulos.

### Aparato digestivo
La boca está situada entre los estiletes del cono bucal, seguida de un tubo bucal alargado que comunica con el bulbo faríngeo, que posee una sección trirradiada (con tres radios) y glándulas salivales extrínsecas. Posteriormente aparece un esófago que desemboca en un estómago amplio y este a un recto corto hacia el ano. Se alimentan, probablemente, de bacterias.

## Géneros
Este filo contiene las siguientes géneros:
- Familia Nanaloricidae Kristensen, 1983
  - Nanaloricus Kristensen, 1983
  - Armorloricus Kristensen & Gad, 2004
  - Australoricus Heiner, Boesgaard & Kristensen, 2009
  - Phoeniciloricus Gad, 2004
  - Spinoloricus Heiner, 2007

- Familia Pliciloricidae Higgins & Kristensen, 1986
  - Pliciloricus Higgins & Kristensen 1986
  - Rugiloricus Higgins & Kristensen, 1986
  - Titaniloricus Gad, 2005

- Familia Urnaloricidae Heiner & Møbjerg Kristensen, 2009
  - Urnaloricus Heiner & Møbjerg Kristensen, 2009

- Extinto (sin clasificar)
  - †Eolorica Harvey & Butterfield, 2017